# Larmor-Plage
Larmor-Plage é uma comuna francesa na região administrativa da Bretanha, no departamento Morbihan. Estende-se por uma área de 7,27 km². Em 2010 a comuna tinha 8 569 habitantes (densidade: 1 178,7 hab./km²).111 hab/km².